# Aeroporto regionale di Ithaca Tompkins
L'aeroporto regionale di Ithaca Tompkins (IATA: ITH, ICAO: KITH) è un aeroporto civile statunitense situato a Lansing, a 3 miglia a nordest di Ithaca. L'aeroporto, situato a 335 m s.l.m., dispone di un unico terminal passeggeri e di due piste: una in asfalto con orientamento 14/32 lunga 2.127 metri e una in erba con orientamento 15/33 lunga 615 metri. È servito da voli domestici.